# Privatlivets helgd
Privatlivets helgd  är en mänsklig rättighet som innebär att alla har rätt till skydd från ingripande i sådant som konsumtion, hobbyer, hälsa, och vänner, så länge som det inte inskränker på någon annans rätt eller bryter mot allmän lag.
Privatlivet är den personliga sfär som enligt internationell rätt ska vara skyddad från enskilda personers, statsmaktens och offentlighetens insyn och intrång, och befriat från politiken. Omfånget är inte särskilt väl definierat. I tider har allt, också privatlivet, ansetts vara föremål eller uttryck för politik. Privatlivets helgd, i motsats till det offentliga livet, är centralt inom till exempel pressetiken, där man kan skilja mellan det privata och det mycket privata. Det privata är sådant som egendomar, skulder, skilsmässor och betyg, medan det mycket privata är sådant som hälsa, sexliv, kärleksrelationer, alkoholvanor, självmordsförsök och religiös tro.
Privatliv som skyddad rättighet (right to privacy på engelska) är en av de mest omtvistade frågorna inom författningsrätt, dels då den kräver svåra avvägningar gentemot andra statsintressen och möjligen rättigheter, som fostrets liv och integritet i frågan om rätten till abort, samt statens intresse att bekämpa brott preventivt genom övervakning, men också till exempel i frågor om drogtester vid misstänkt narkotikabrott. En enhetlig och absolut rätt till privatliv har därmed ansetts svår eller omöjlig att formulera. I den amerikanska konstitutionen anses privatlivet skyddat genom en extensiv inläsning av de första, tredje, fjärde och femte tilläggen, mer konkret genom nionde tillägget, som kollektivt ansågs tillstyrka en rätt till privatliv som också innebar att individen i vissa icke nämnda situationer har rätt till ett privatliv skyddat från staten. Från fallet Griswold v. Connecticut(en) 1965 har högsta domstolen systematiskt bekräftat ett antal områden som skyddade av denna rättighet.